# 홍지수 (언론인)
홍지수(洪知秀, 1965년 ~ )는 대한민국의 언론인, 방송인, 번역가, 정치 평론가이다.

## 약력
연세대학교 영어영문학과 학사 과정, 한국외국어대학교 통번역대학원 석사 과정을 졸업했으며 미국 컬럼비아 대학교 국제학대학원에서 국제무역학 석사 학위를, 미국 하버드 대학교 케네디행정대학원에서 환경정책학 석사 학위를 받았다. 1987년 한국방송공사(KBS)에 입사한 이후에 아나운서로 활동했고 1992년 4월 6일부터 1993년 5월 1일까지 《KBS 뉴스광장》의 평일 앵커를, 1993년 5월 3일부터 1993년 10월 15일까지 《KBS 뉴스 9》의 평일 앵커를 맡았다.
KBS에서 퇴사한 이후에는 미국으로 이주하여 매사추세츠주 정보통신부 차장으로 근무했으며 리인터내셔널 무역투자연구원에서 이사로 근무했다. 대한민국으로 귀국한 이후에는 주로 미국, 영국에서 출간된 영어 정치 서적을 한국어로 번역했다. 또한 《뉴데일리》, 《미디어펜》, 《펜앤드마이크》, 《월간조선》에서 객원 칼럼니스트로 활동하면서 보수주의 성향이 담긴 정치 칼럼을 게재했다. 2017년에는 미국과 유럽 사회에 만연한 좌익 이념, 정치적 올바름(Political Correctness, PC) 문화, 이슬람교 문화, 난민 문화, 다문화주의, 여성주의(페미니즘), 마르크스주의, 포스트모더니즘 사상을 비판하는 내용이 담긴 정치 서적 《트럼프를 당선시킨 PC의 정체》(북앤피플)를 출간했다.

## 저서
- 《트럼프를 당선시킨 PC의 정체》 (2017년, 북앤피플)

### 번역서
- 《월든 - 시민 불복종》 (2010년, 펭귄클래식코리아)
- 《고령화 시대의 경제학》 (2010년, 부키)
- 《자유》 (2011년, 은행나무)
- 《전략 퍼즐》 (2011년, 부키)
- 《연애와 결혼의 과학》 (2012년, 민음사)
- 《방황하는 개인들의 사회》 (2013년, 봄아필)
- 《신의 흔적을 찾아서》 (2013년, 김영사)
- 《일본의 한국 식민지화》 (2013년, 늘품플러스)
- 《짝찾기 경제학》 (2014년, 청림출판)
- 《뇌를 훔치는 사람들》 (2014년, 청림출판)
- 《나의 아버지 부시 41》 (2015년, YBM)
- 《버니 샌더스의 정치 혁명》 (2015년, 원더박스)
- 《오리지널스》 (2016년, 한국경제신문사)
- 《부자들은 왜 민주주의를 사랑하는가》 (2016년, 원더박스)
- 《또라이 트럼프》 (2016년, 한국경제신문사)
- 《코빈 동지》 (2016년, 책담)
- 《내가 세계를 지배한다면》 (2016년, 원더북스)
- 《원더랜드》 (2017년, 프런티어)
- 《무엇이 불평등을 낳는가》 (2017년, 새로운현재)
- 《21세기 미국의 패권과 지정학》 (2018년, 김앤김북스)
- 《죽는 게 두렵지 않다면 거짓말이겠지만》 (2018년, 부키)
- 《셰일 혁명과 미국 없는 세계》 (2019년, 김앤김)
- 《뉴파워: 새로운 권력의 탄생 - 초연결된 대중은 어떻게 세상을 바꾸는가》 (2019년, 비즈니스북스)
- 《포뮬러 - 성공의 공식》 (2019년, 한국경제신문사)
- 《멈추지 못하는 사람들》 (2019년, 부키)
- 《미국의 봉쇄 전략》 (2019년, 비봉출판사)